# Hara Masatane

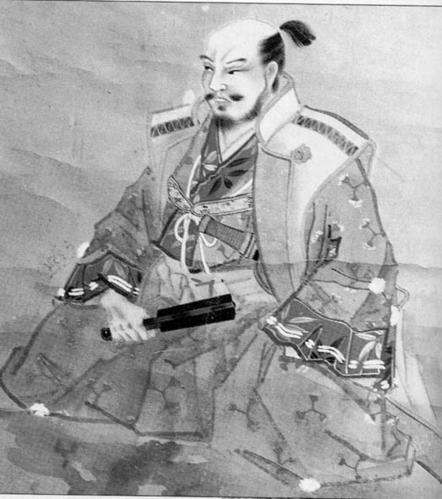
Hara Masatane

Hara Masatane (Japans: 原昌胤) (1531 - 29 juni, 1575) was een samoerai uit de late Sengoku-periode. Masatane was familie van Hara Toratane, hoewel van een andere tak van de familie. Hij verwierf faam als een van de Vierentwintig generaals van Takeda Shingen. Hij vocht mee in de slag bij Mimasetoge (1569) en werd gedood in 1575 terwijl hij vocht in de voorhoede tijdens de slag bij Nagashino.